# 알리바바와 40인의 도적 (1944년 영화)
알리바바와 40인의 도적(Alibaba And The Forty Thieves)은 미국에서 제작된 아서 루빈 감독의 1944년 모험 영화이다. 존 홀 등이 주연으로 출연하였고 폴 맬번 등이 제작에 참여하였다. 개봉명은 아리·바바와 四十人의 盜賊이다.

## 출연

### 주연
- 존 홀
- 마리아 몬테즈

### 조연
- 터한 베이
- 앤디 데빈
- 커트 채치
- 프랭크 푸글리아
- 포투니오 보나노바
- 모로니 올슨
- 램지 에이미스
- 크리스 핀 마틴
- 스코티 베켓
- 이벳 듀과이

## 제작진
- 세트: 아이라 웹
- 세트: 러셀 A. 고스맨